# Höheinöd
Höheinöd település Németországban, Rajna-vidék-Pfalz tartományban. Lakosainak száma 1185 fő (2023. december 31.).

## Népesség
A település népességének változása:
| Lakosok száma | 1474 | 1248 | 1203 | 1210 | 1198 | 1185 |
|               | 1975 | 2017 | 2019 | 2021 | 2022 | 2023 |